# عبد المتعال الصعيدي
عبد المتعال عبد الوهاب أحمد عبد الهادي الصعيدي عالم لغوي من علماء الأزهر الشريف وعضو مجمع اللغة العربية وواحد من أصحاب الفكر التجديدي بالأزهر ومن المناديين بالمنهج الإصلاحي في التعليم والفكر والتجديد الديني.

## نشأته
ولد في 29 شعبان 1311 هـ الموافق 7 مارس عام 1894م بكفر النجبا، مركز أجا بمحافظة الدقهلية، عندما بلغ التاسعة التحق بكتاب القرية النظامي وتعلم هناك قواعد الخط والنحو وحفظ القرآن الكريم. بعد التحاقه بالمدارس الابتدائية النظامية التحق بالجامع الأحمدي بطنطا، وحصل على شهادة العالمية في عام 1918م، ودرس علم المنطق وكان الأول على طلاب معهد طنطا فتم تعينه مدرسًا بالجامع الأحمدي بطنطا، وفي عام 1932م انتقل للتدريس بكلية اللغة العربية بالأزهر الشريف بالقاهرة.

## منهجه الفكري
كان الصعيدي محبا للقراءة فكان يقرأ مجلة المقتطف والهلال والمنار والأستاذ والبلاغ، ورغب في دراسة الفلسفة وتاريخ العلم وأصول النقد وتاريخ الحضارة الإنسانية وقرأ مختارات جورجي زيدان. أعجب بفلسفة ابن رشد وموسوعة يعقوب صروف في تثقيف الرأي العام وكتابات عبد الله النديم.
عرف الشيخ الصعيدي بآرائه الثورية والتجديدية، فكان يرى نظام التعليم في الأزهر مصابا بالعقم والجدب، ورأى ضرورة تطويره بما يلائم روح العصر، لتخريج جيل من الأزهريين المجددين والمبدعين والبعيدين عن الجمود والتقليد والتعصب، والذين كان يراهم المذنب الحقيقي وراء ما يظهر من كتابات المجترئين من حين لآخر، وواكب هذا دعوته إلى تطوير فقه الحدود في الشريعة الإسلامية وذلك في مقالة نشرت في جريدة السياسة الإسبوعية عام 1937م
في عام 1919م شرع في تقديم كتابه «نقد نظام التعليم الحديث للأزهر الشريف» ونُشر في عام 1924م، وقد ألّف الصعيدي 49 كتابًا مطبوعًا و 20 كتابًا مخطوطًا أهداهم للأزهر مثل«تاريخ الإصلاح في الأزهر»، «حكماء اليونان السبعة»، «قضايا المرأة»، «الفن القصصي في القرآن»، ومن أشهر كتبه «المجددون في الإسلام» وهو أحد أهم الكتب التي ألقت الضوء بالنقد والتحليل على أهم الشخصيات المجددة في الفكر الإسلامي منذ القرن الأول الهجري حتي نهاية القرن الثالث الهجري.
وشارك الصعيدي في العديد من المساجلات والمناقشات على صفحات الجرائد اليومية والمجلات حول قضايا الأدب وتاريخه، والإعجاز البياني في القرآن، وضرورة الاجتهاد في الأصول، وخصائص الإجماع والوحدة الإسلامية، مع كبار رواد الكلمة من أمثال محمد حسنين هيكل، وطه حسين، والعقاد، والشيخ يوسف الدجوي، وعلي عبد الواحد وافي، والشيخ عيسى منون، وخالد محمد خالد، وأحمد فؤاد الأهواني، والشيخ محمد الغزالي.

## وفاته
توفي الشيخ عبد المتعال الصعيدي في 23 محرم 1386 هـ الموافق 13 مايو عام 1966م عن عمر يناهز اثنين وسبعين عامًا.